# Marcel Rath
Marcel Rath (* 3. September 1975 in Frankfurt (Oder)) ist ein ehemaliger deutscher Fußballspieler. 

## Karriere
Rath, der die Jugendabteilungen bei Vorwärts Frankfurt/Oder und Chemie PCK Schwedt durchlief wechselte 1995 vom Eisenhüttenstädter FC Stahl zu Hertha BSC in die 2. Bundesliga. Bei Hertha kam der bullige Stürmer in seiner ersten Profisaison zu 20 Einsätzen (davon allerdings nur zwei über die komplette Spielzeit) und erzielte zwei Tore. In der Aufstiegssaison 1996/97 wurden seine Einsätze deutlich seltener, ehe er in der Hinrunde der Bundesligasaison 1997/98 zu keinem Einsatz mehr kam. Gegen die Konkurrenten Michael Preetz, Bryan Roy, Axel Kruse und Alphonse Tchami konnte sich Rath nicht durchsetzen, und so wechselte er in der Winterpause zum Zweitligisten Energie Cottbus.
Bei Cottbus kam Rath in der Rückrunde noch zu neun Einsätzen, bevor er sich in der Saison 1998/99 einen Stammplatz bei den Lausitzern erkämpfen konnte und in 28 Spielen fünf Treffer markierte. Als Cottbus in der Saison 1999/2000 überraschend der Aufstieg in die Bundesliga gelang, war Rath erneut nur noch Ergänzungsspieler. Er bestritt zwar 21 Partien für die Lausitzer, davon jedoch 14 als Einwechselspieler. Ohne Zukunftsperspektive bei Cottbus suchte er sich einen neuen Verein und wechselte zum FC St. Pauli als Ersatz für Marcus Marin.
Rath gelang bei St. Pauli bereits in seiner ersten Saison der Durchbruch. In 27 Partien erzielte Harry, das Kampfschwein, wie er von den Fans gern genannt wurde, 15 Tore und hatte damit beträchtlichen Anteil am Aufstieg der vor der Saison als Absteiger gehandelten Kiezkicker. Seinen Ruf als Kämpfer erwarb er sich in spätestens dieser Saison. Sein Teamkollege Holger Stanislawski drückte die mangelnden technischen Fähigkeiten Raths nach dessen drei Treffern am 21. April 2001 beim 4:1-Sieg gegen Rot-Weiß Oberhausen folgendermaßen aus:

„Im Training geht er stundenlang raus, knallt aufs Tor, trifft irgendwo hinten in den Weiher oder schießt Vögel ab. Dass das heute besser geklappt hat, muss am schlechten Rasen gelegen haben, von dem ihm die Kugel glücklich auf den Fuß gesprungen ist.“

Nach seinem dritten Aufstieg in die 1. Bundesliga waren Rath auch endlich seine ersten Einsätze in der Eliteklasse vergönnt. Doch in 31 Partien traf Rath nur viermal, und am Saisonende 2002 stieg St. Pauli mit deutlichem Abstand wieder ab.
Rath wechselte daraufhin ablösefrei zu LR Ahlen. Bei Ahlen konnte Rath die in ihn gesetzten Hoffnungen nicht erfüllen, in 38 Partien gelangen ihm nur sechs Treffer, erhielt allerdings seinem Ruf treubleibend 15 gelbe Karten. Als er in der Hinrunde der Saison 2004/05 nach einer Verletzung seinen Platz im Kader der Ahlener verlor, löste er seinen Vertrag auf und spielte in der Rückrunde beim stark abstiegsgefährdeten Regionalligisten 1. FC Union Berlin. In 14 Partien gelangen Rath dabei nur zwei Treffer, und er wechselte nach dem Abstieg der Eisernen zum SV Waldhof Mannheim in die Oberliga Baden-Württemberg. Auch dort fiel Rath mehr durch harten Einsatz als durch Tore auf, und so trennten sich die Wege Raths und Mannheims nach nur einer Saison.
Zur Saison 2006/07 wechselte Rath in die erste zyprische Liga zu Digenis Akritas Morphou. Nach nur einem Jahr und dem Abstieg mit Digenis Morphou kehrte er nach Deutschland zurück und spielte noch vier Jahre bis 2011 in der fünftklassigen Schleswig-Holstein-Liga beim FC Sylt. Am 30. März 2012 gab er sein Comeback bei seinem Heimatverein Eisenhüttenstädter FC Stahl (Brandenburgliga).

## Privates
Marcel Rath ist der Sohn des ehemaligen Oberligaspielers und heutigen Fußballtrainers Harry Rath.